# Varronia rusbyi
Varronia rusbyi är en strävbladig växtart som först beskrevs av Britt. och Henry Hurd Rusby, och fick sitt nu gällande namn av A. Borhidi. Varronia rusbyi ingår i släktet Varronia och familjen strävbladiga växter. Inga underarter finns listade i Catalogue of Life.